# Syndrome de Sharp
 Mise en garde médicale
Le syndrome de Sharp ou connectivite mixte est une association chez un patient des signes d'au moins deux connectivites (maladies systémiques, maladies auto-immunes).
Elle a été décrite pour la première fois en 1972 par Gordon Sharp et collaborateurs en tant que tableau clinico-biologique autonome, associant des manifestations appartenant à la fois au lupus érythémateux disséminé, à la sclérodermie systémique, à la polymyosite et à la polyarthrite rhumatoïde. Dans cette description princeps, il est d'emblée fait état d'anticorps antinucléaires à fluorescence mouchetée, dont l'antigène fut rapidement identifié à une Ribonucléoprotéine.
Par la suite la distinction a été faite (en particulier par l'école française de médecine interne) entre les authentiques syndromes de Sharp, dont l'évolution est lente et bénigne, et d'autres cas où l'évolution se fait dans la gravité de complications classiques d'une ou l'autre des connectivites citées. On admet maintenant que ces cas sévères sont plutôt des formes de lupus, de polymyosite ou de sclérodermie authentiques dont les signes de début ont pu prêter à confusion avec un Sharp.
En tant qu'entité spécifique le syndrome de Sharp est une affection rare qui touche principalement les femmes jeunes. Comme dans toutes les connectivites on peut trouver des antécédents familiaux d'autres maladies de système ou auto-immunes.

## Signes
Il existe des critères de diagnostic définis par l'équipe d'Alarcon Segovia dans une série très importante :
- Le début est lentement progressif, avec apparition d'un syndrome de Raynaud.
- Il existe souvent un aspect de « gros doigts boudinés » assez évocateur, ainsi qu'un authentique syndrome du canal carpien.
- La capillaroscopie lorsqu'elle est pratiquée peut donner le change avec une sclérodermie systémique débutante.
- Il existe souvent des polyarthralgies, voire de véritables arthrites inflammatoires, surtout des extrémités.
- On peut voir des myalgies, avec anomalies biologiques évocatrices d'une myosite.

## Diagnostic
- L'absence de complication viscérale (digestive, rénale, pulmonaire, cardiaque) est évocatrice de l'authentique syndrome de Sharp.
- Il existe un grand syndrome inflammatoire, complet.
- Surtout, l'existence d'anticorps antinucléaires à fluorescence mouchetée à un titre élevée, de type anti-RNP, est caractéristique.

## Traitement
- Il est d'autant plus efficace (relativement à celui d'autres connectivites) que l'évolution est lente et bénigne.
- Il est basé sur l'utilisation d'aspirine, ou d'anti-inflammatoires non stéroïdiens (après vérification de l'état rénal et digestif).
- Le syndrome de Raynaud bénéficie d'anticalciques ou de prostaglandines vasodilatatrices.
- Un traitement de fond par antipaludéens de synthèse (Nivaquine) est souvent préconisé (en l'absence de contre indication).
- L'emploi des corticoïdes est rarement indispensable, voire déconseillé[réf. nécessaire].